# Площадь Конституции (Харьков)

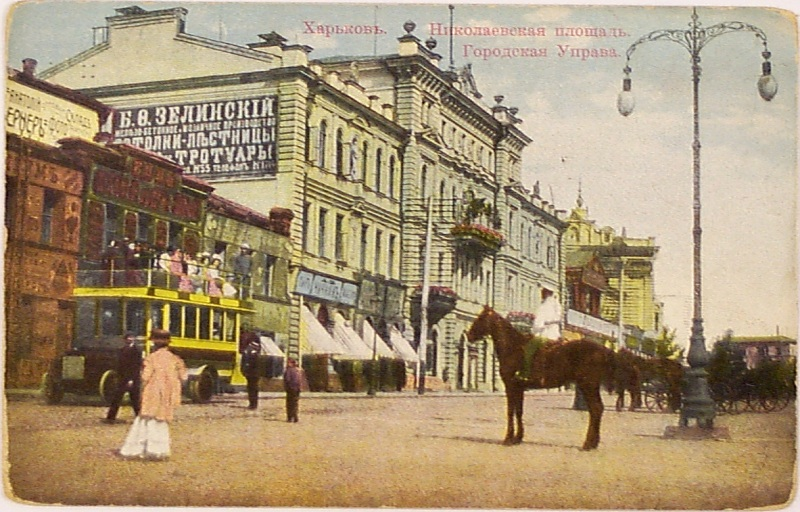
Здание городской управы, Николаевская площадь, Харьков, 1910-е годы, на площади городовой конно-полицейской стражи.

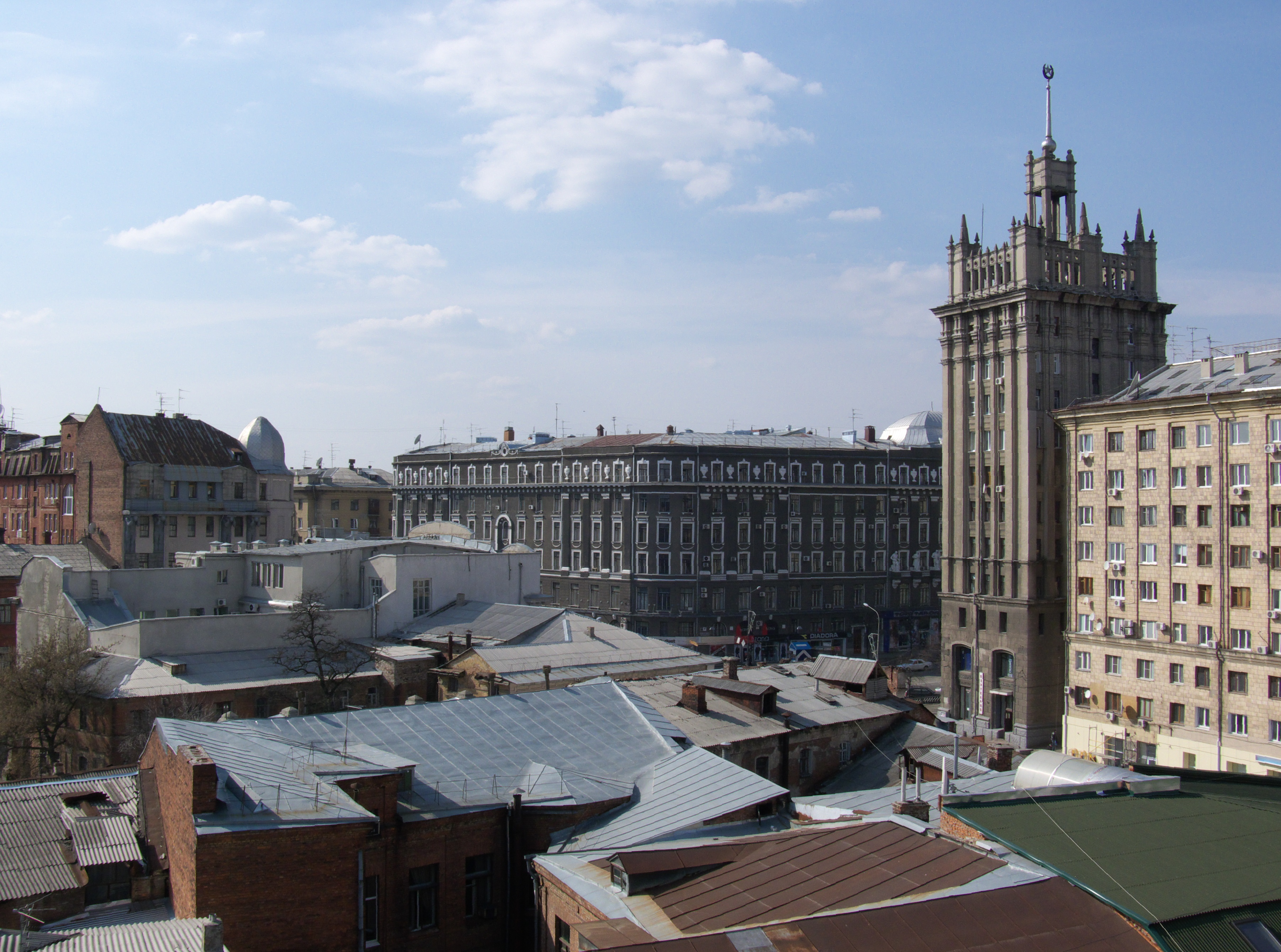
Угол площадей Конституции и Павловской. Дворец труда и дом со шпилем

Площадь Конституции (до XX века: Ярмарочная площадь, Николаевская площадь, в 1919 и 1920—1975 годах — площадь Тевелева, в 1975—1996 годах — площадь Советской Украины; укр. Майдан Конституції) — одна из центральных и старейшая площадь города Харькова. Основана в 1659 г., одновременно с постройкой Харьковского острога.

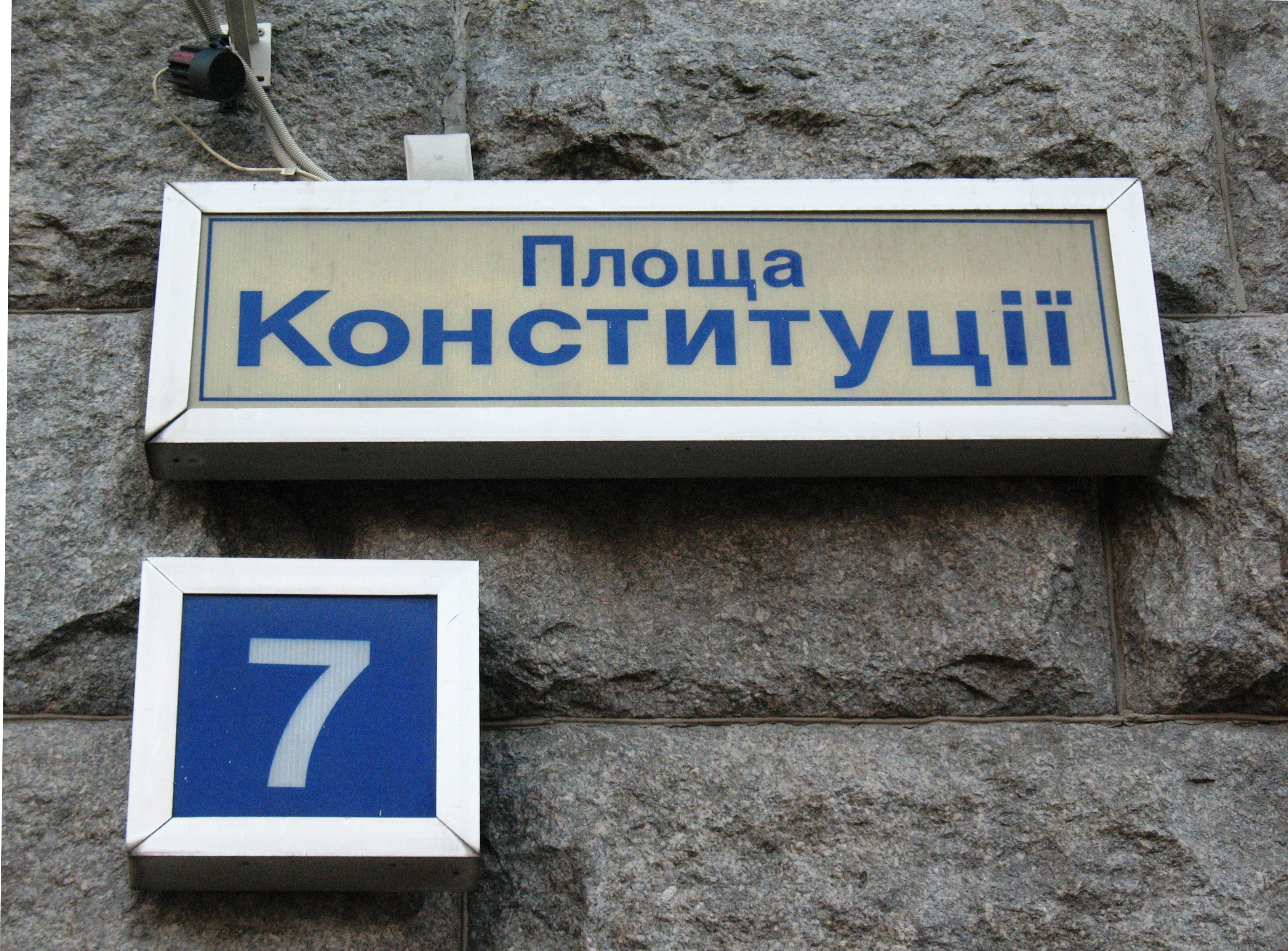
Таблички с названием площади, 2010

## Названия площади
- Со второй половины XVII века до XIX века называлась Ярмарочной площадью (укр. Ярмаркова), поскольку на ней проходили ежегодные августовские Успенские ярмарки.
- До января 1919, с июня 1919 до конца декабря 1919 года (при Добровольческой армии), называлась Николаевской или Никольской (укр. Миколаївська), по стоявшей на ней церкви Святого Николая (Николы), взорванной в 1930.
- С января по июнь 1919 и с 1920 по 1975 год называлась площадью М. С. Тевелева (укр. Тевелєва), по имени большевика, члена подпольного губкома РКП(б), убитого при немецкой оккупации в 1918 году.
- С 1975 года по 1996 называлась площадью Советской Украины (укр. Радянської України).
- С 1996 называется площадью Конституции.

## Характеристики площади
- Длина — 550 м.
- Ширина — от 45 м до 120 м.
- Площадь со сквером — 4 гектара.
- 4 ноября 1975 года на месте бывшего здания Дворянского собрания открыт монумент в честь провозглашения Советской власти на Украине — памятник большевикам—героям гражданской войны на Советской Украине, по эскизу С. Светлорусова, высотой 18 м, из розового уральского гранита. Памятник в народе называли «пятеро из ломбарда несут холодильник». Демонтирован в 2011 году.

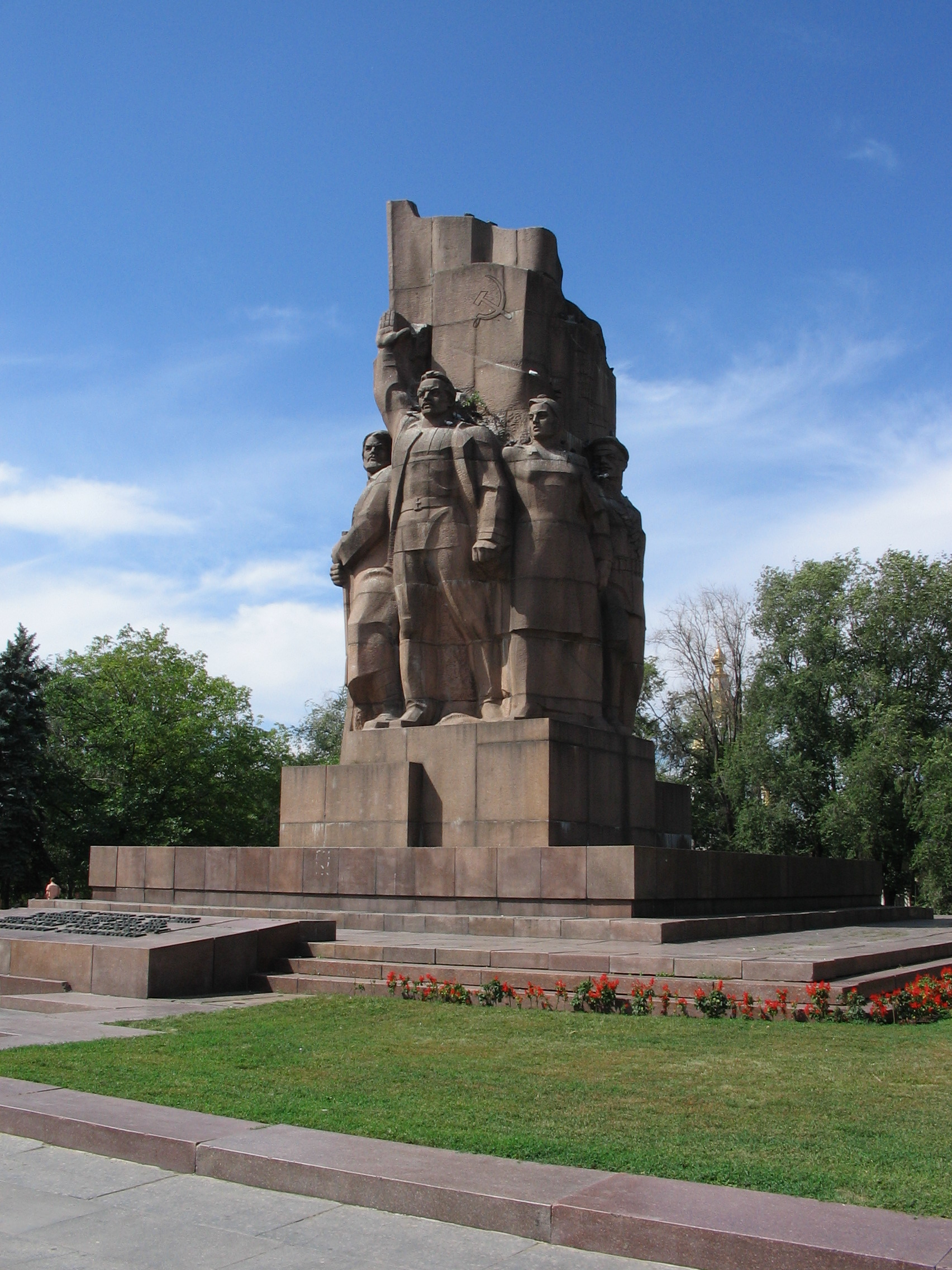
Монумент в честь провозглашения Советской власти на Украине

- Под площадью находятся две станции метро — «Площадь Конституции» (1975) и «Исторический музей» (1984).
- От площади Конституции начинается самая длинная улица города — проспект Героев Харькова.
- Почтовый индекс — 61003.

## Достопримечательности

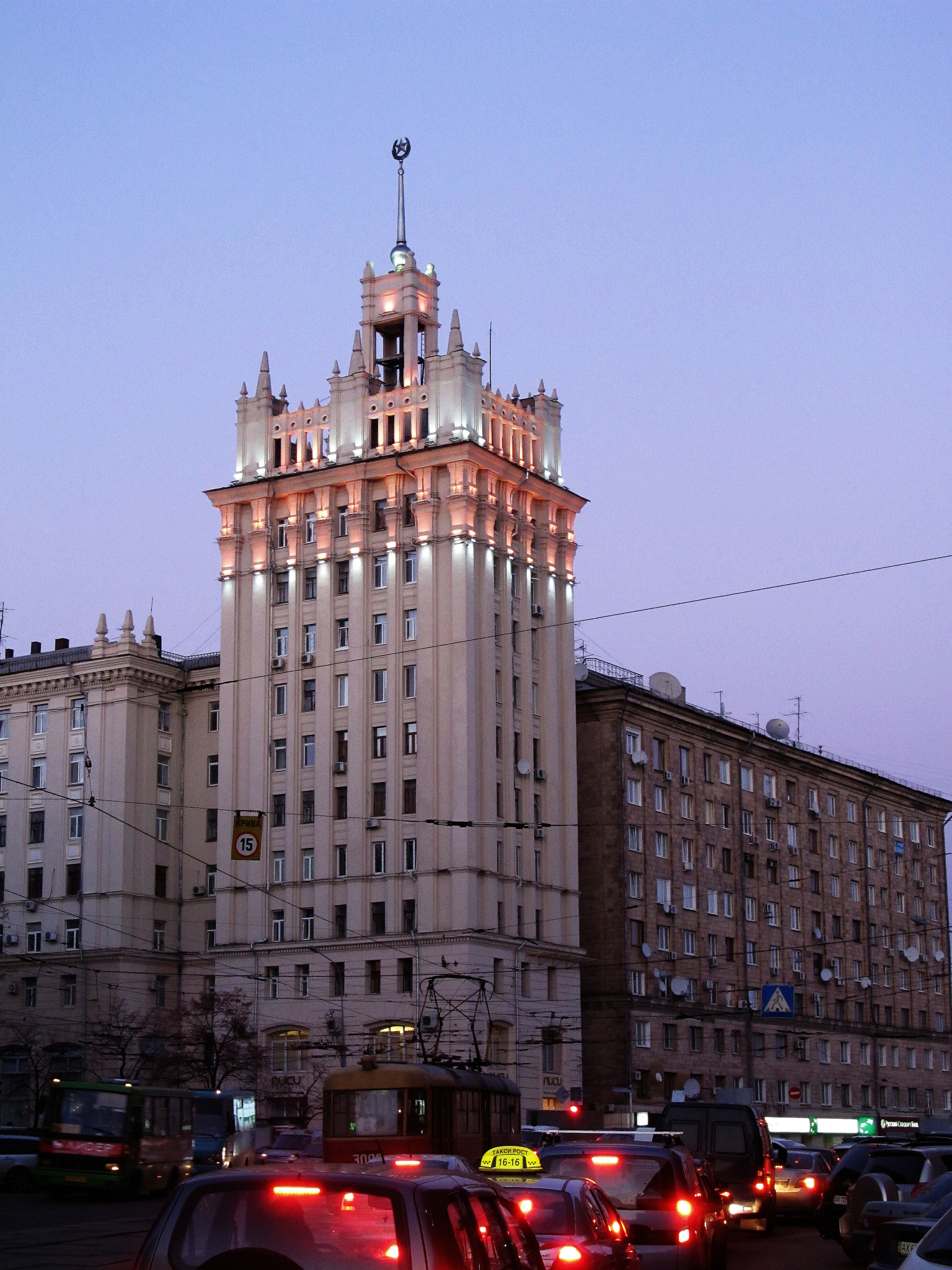
Силуэт Дома со шпилем на фоне заката

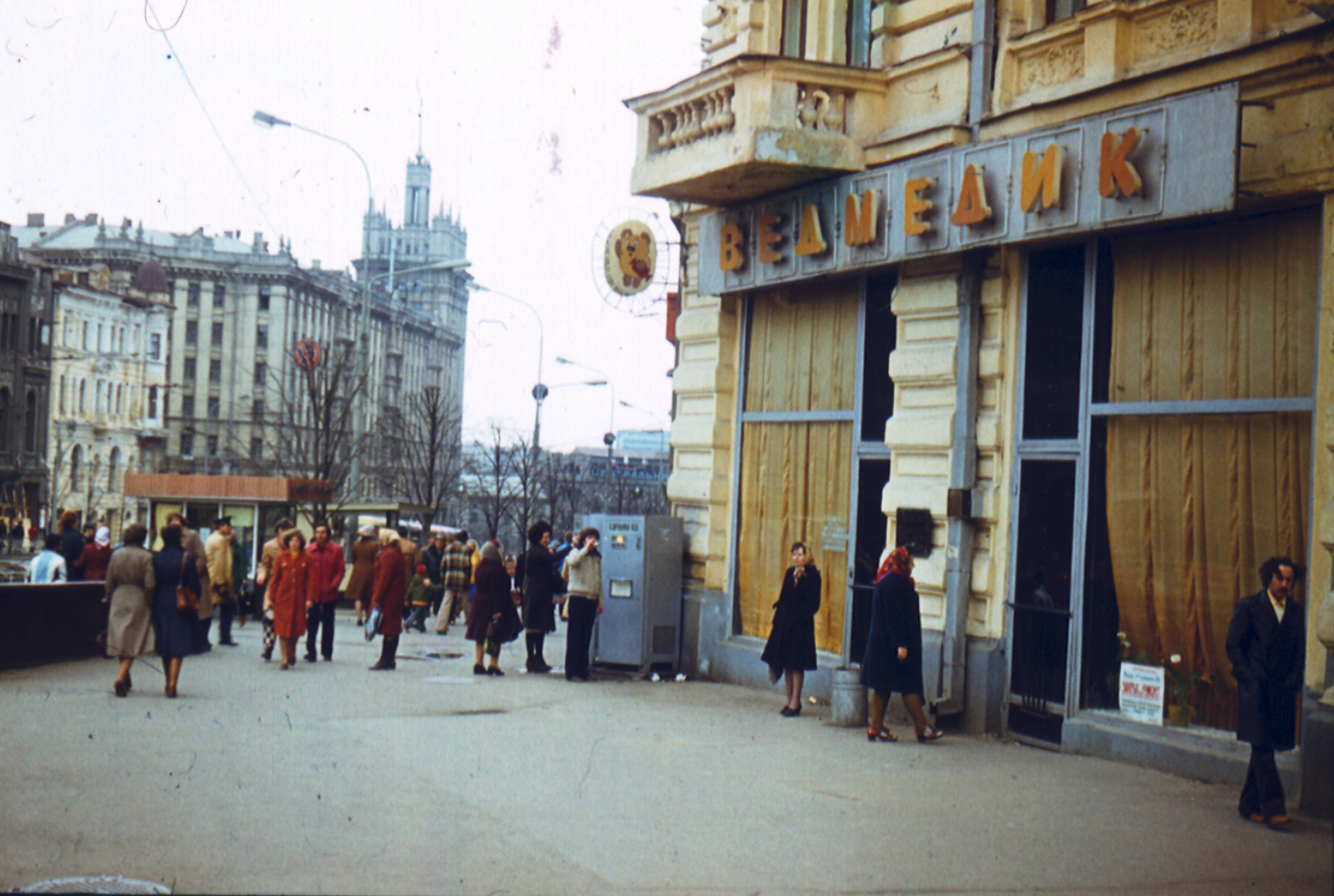
Площадь в 1981 году

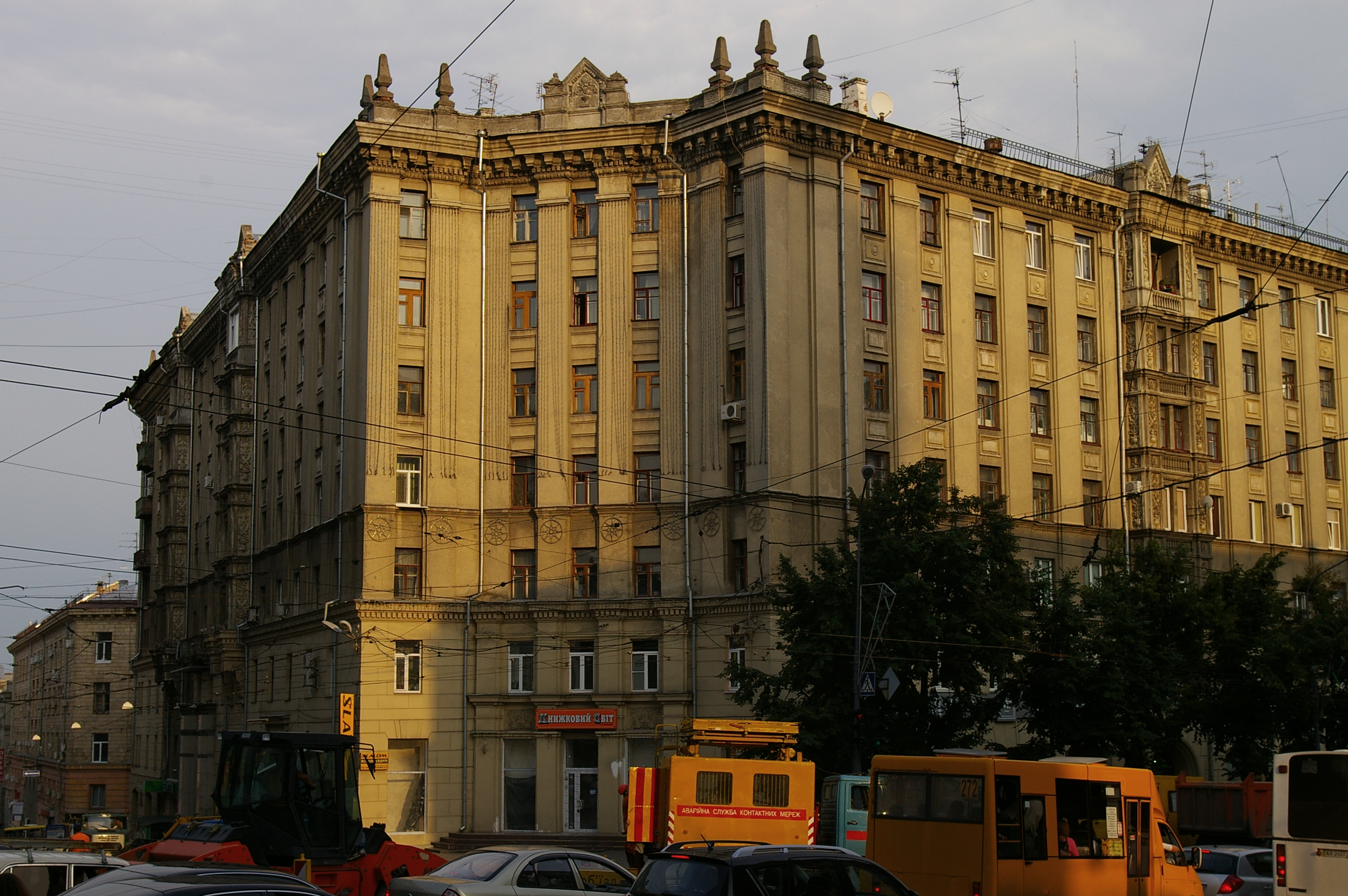
Начало проспекта Героев Харькова. Дом № 2/2.

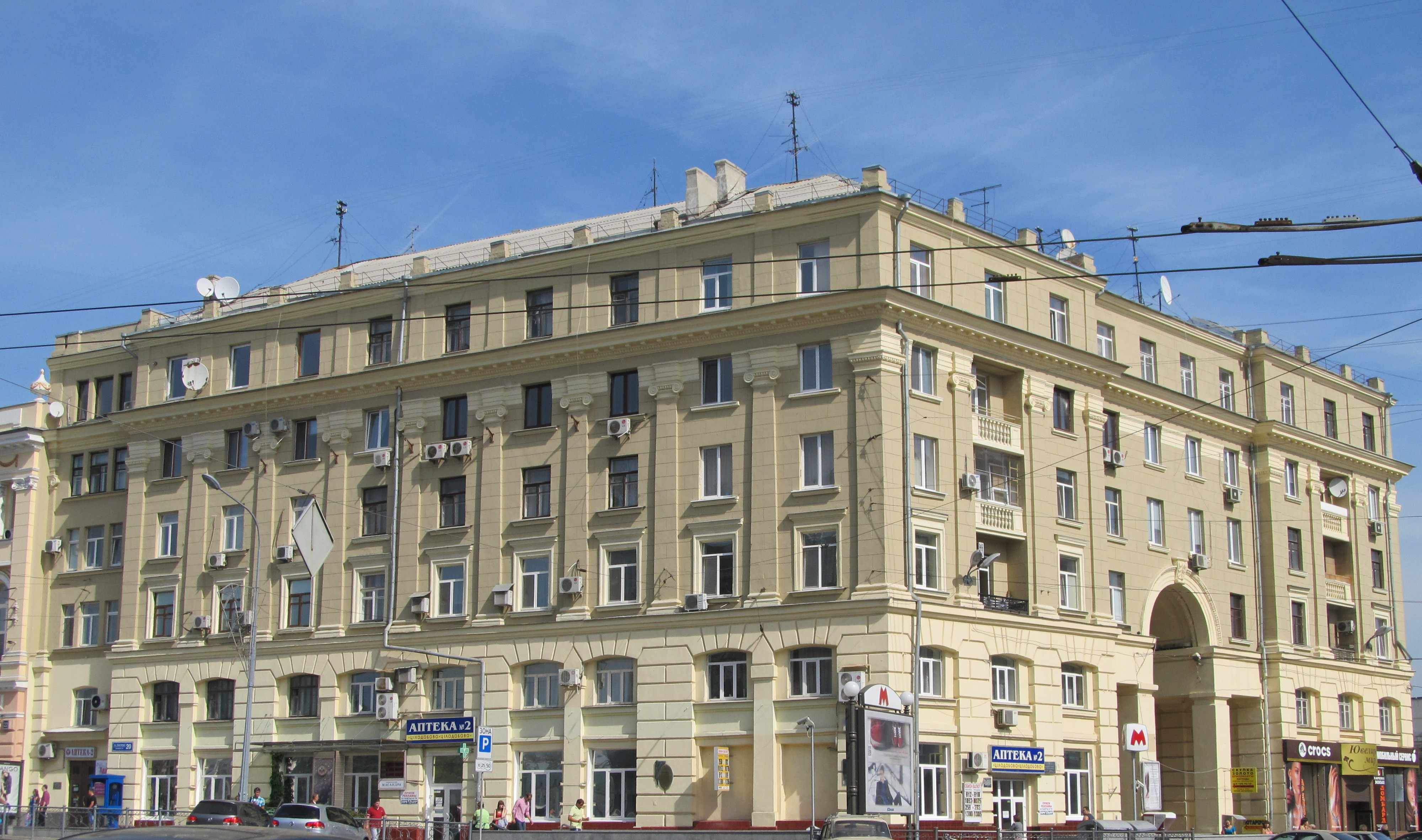
Дом № 20 (1955)

- Автотранспортный техникум им. Серго Орджоникидзе (с 1928), первоначально Земельный банк, памятник архитектуры, проект академика архитектуры А. Н. Бекетова, 1899 год.
- Театр Кукол, первоначально Волжско-Камский банк, архитектор А. Н. Бекетов, 1907.
- Центральная сберкасса (с 1992 — Ощадбанк), первоначально Санкт-Петербургский международный банк, архитектор В. В. Величко[4].
- Дом Техники, первоначально Московский купеческий банк, архитектор А. Н. Бекетов.
- Общество «Знание», первоначально Коммерческий банк, архитектор К. Пещинский, 1900-е.
- № 18/2 — Факультет физвоспитания пединститута им. Г. Сковороды, первоначально Азовско — Донской банк, архитектор швед Иоганн Лидваль, 1907.
- Наверху на углу упомянутого выше здания в 2003 установлена скульптура «Скрипач на крыше» (ск. С. Гурбанов).
- Институт народного хозяйства, в стиле конструктивизм, архитектор П. Крупка, 1931.
- Четырехэтажное здание «Восточные сладости», самая старая сохранившаяся постройка площади, 1849.

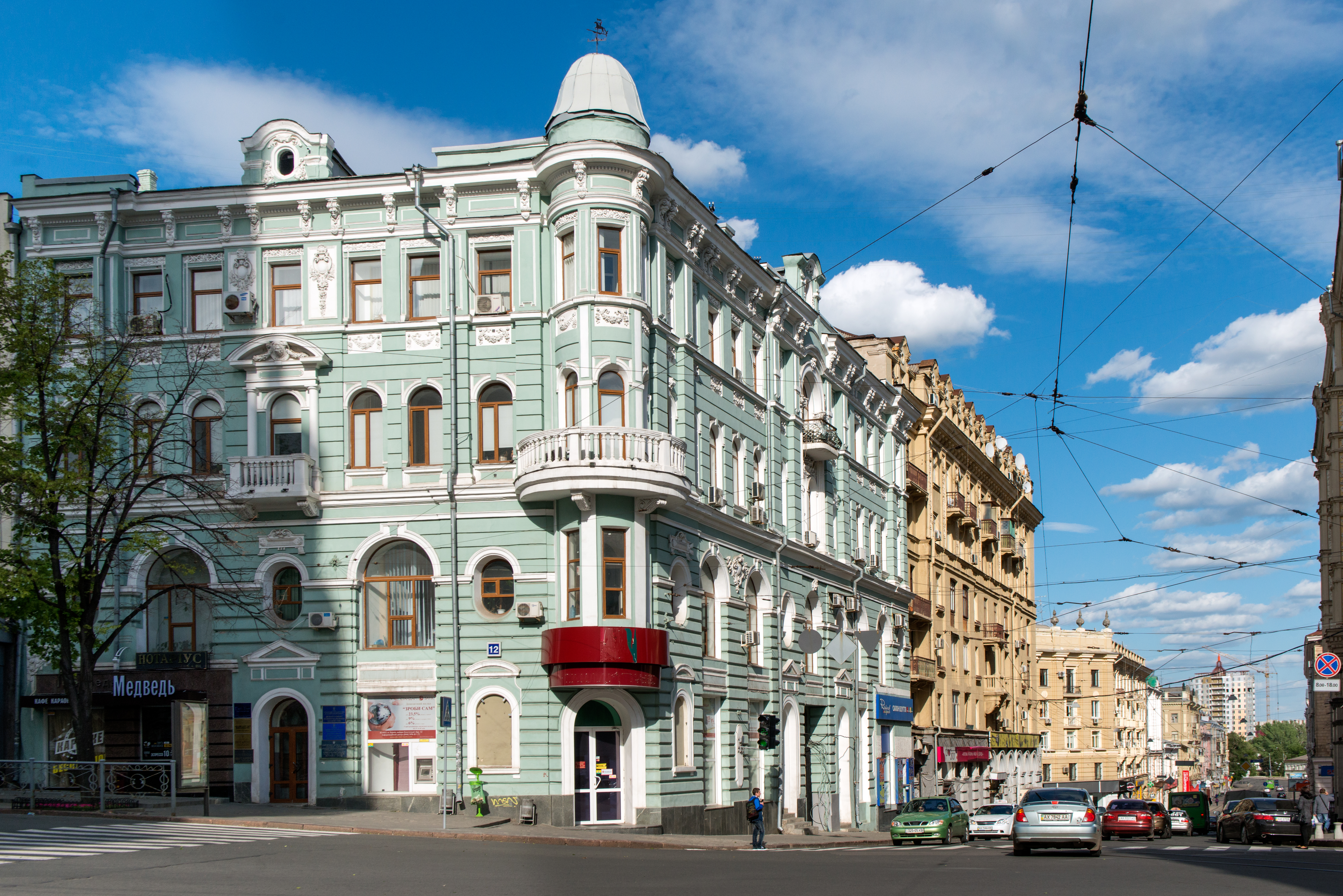
Начало проспекта Героев Харькова. Слева — дом № 12.

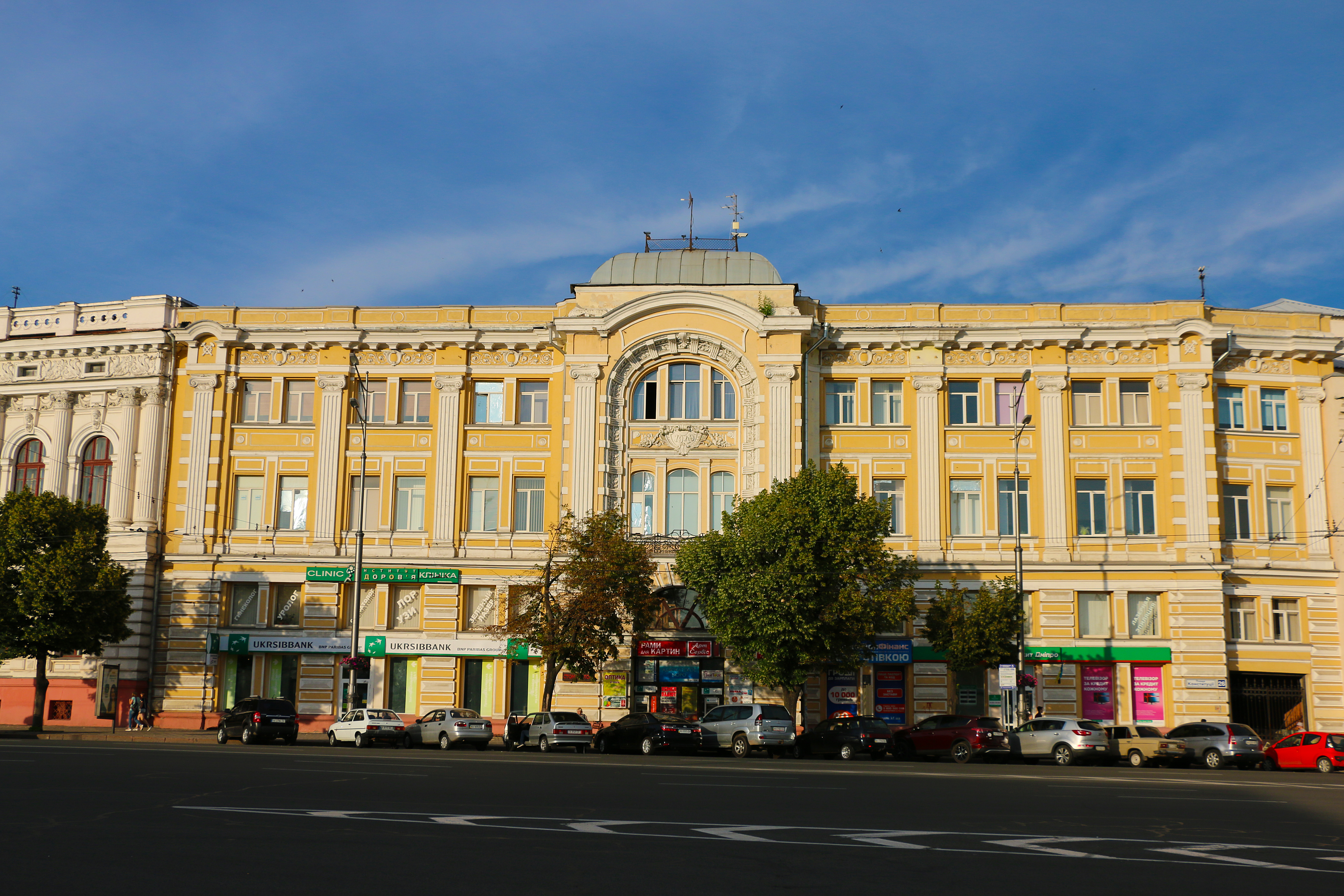
Дом науки и техники

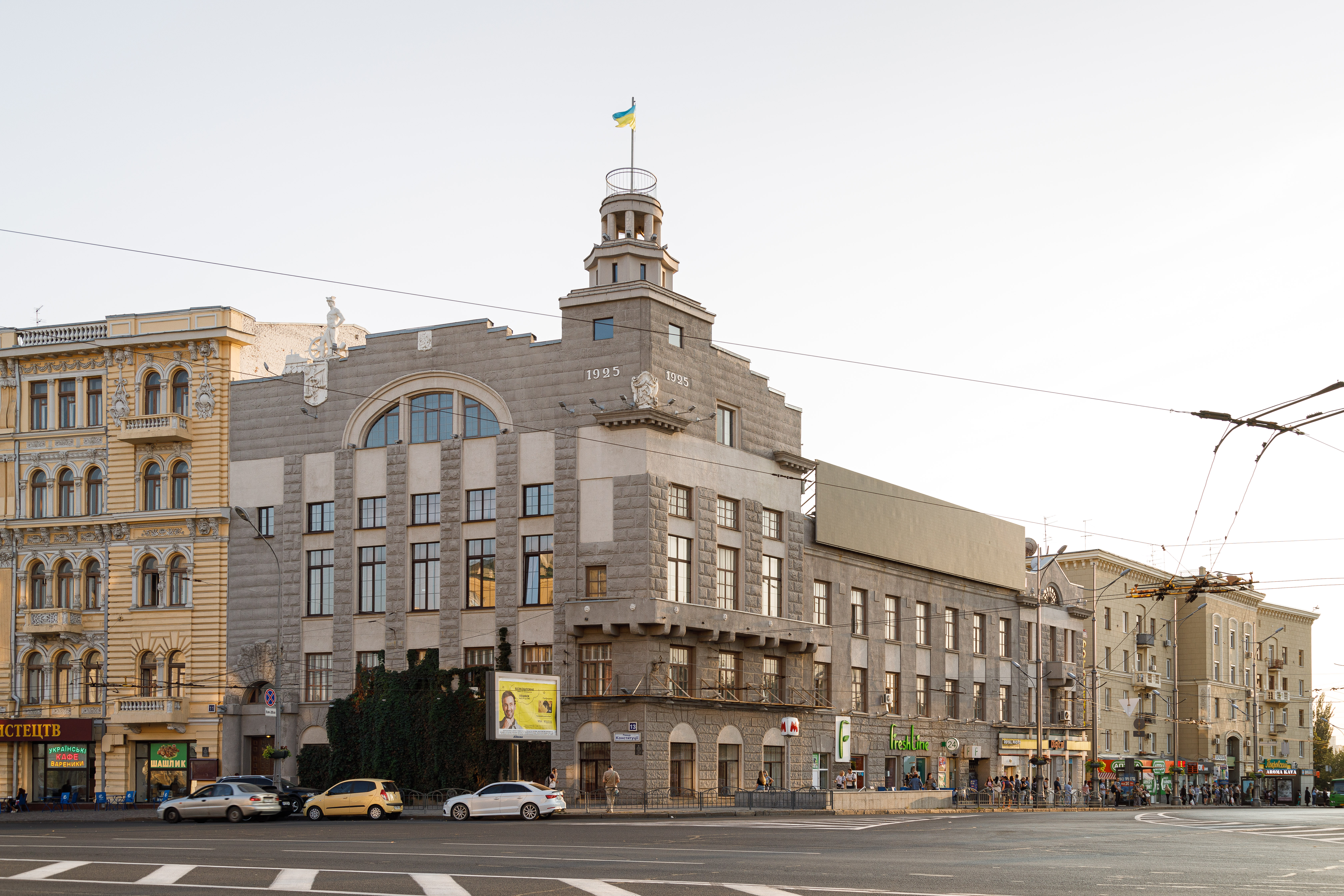
Торговая биржа

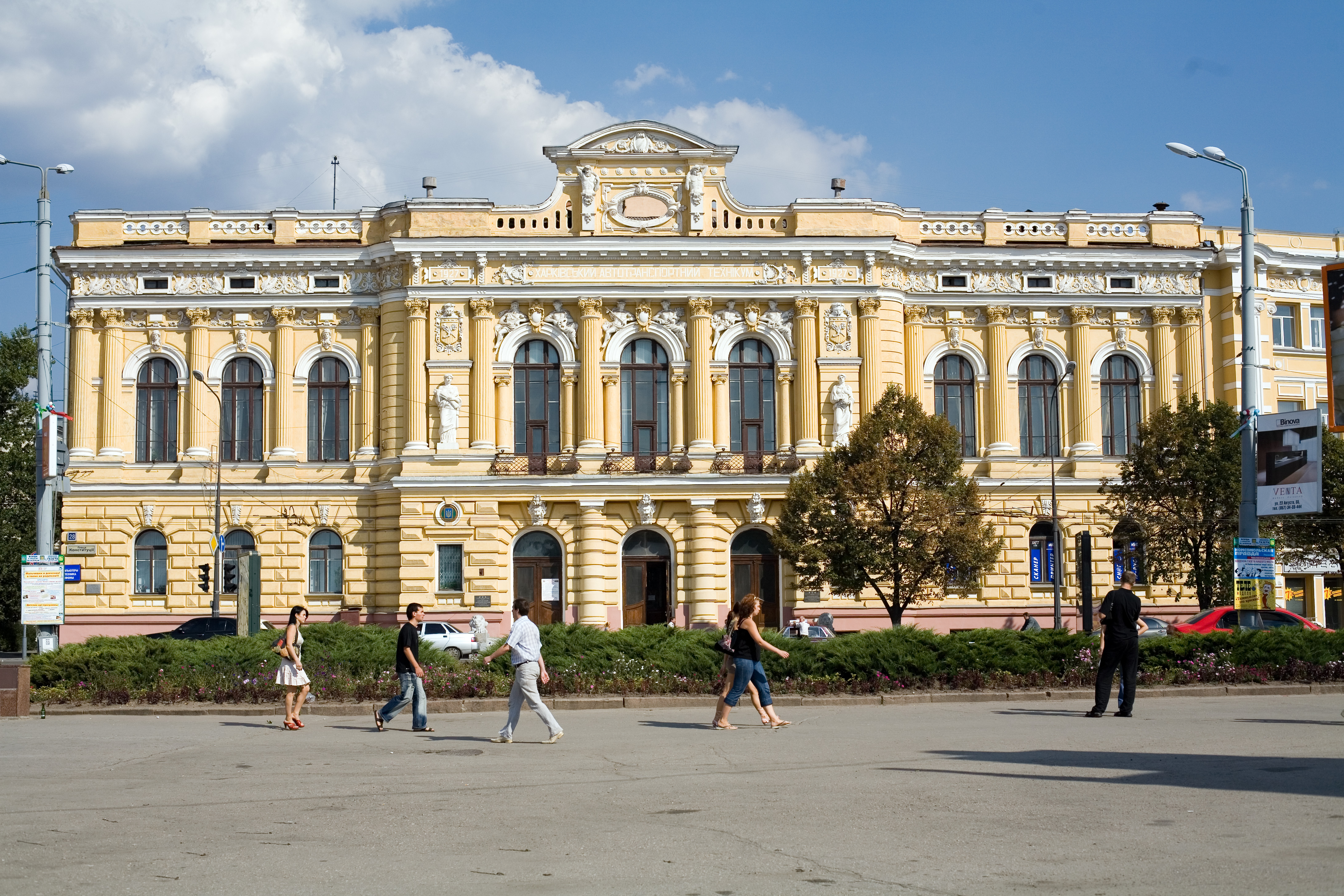
Автотранспортный техникум

- Горсовет, первоначально Городская Дума, построена по проекту арх. Михайловского в 1885 году, реконструирована В. К. Троценко и В. И. Пушкарёвым в стиле постконструктивизма (1933), восстановлена В. Костенко и В. Харламовым с элементами стиля сталинский ампир (1950).
- Магазин Детский мир, первоначально Новый Пассаж, 1925, имеет стеклянную крышу. Сооружен на месте здания редакции газеты «Южный край».
- Жилой Дом под шпилем с бывшим крупнейшим в городе магазином «Книжный мир», от 7 до 10 этажей, стиль сталинский ампир, архитектор П. И. Арешкин, 1954, занимает весь квартал между площадью, проспектом Героев Харькова, переулками Армянским и Короленко.
- Памятник Независимости Украины («Ника») скульптор А. Ридный. Открыт президентом В. Януковичем 22 августа 2012 года в центре площади после реконструкции 2011—2012 годов, в ходе которой был демонтирован и готовился к установке в районе станции метро «Тракторный завод» памятник в честь провозглашения Советской власти на Украине (в связи с законом о декоммунизации установка памятника невозможна).
- Дворец труда, первоначально жилой дом страхового общества Россия, 1900-е.
- Ресторан «Центральный», первоначально Общество взаимного кредита, архитектор Ю. Цауне, 1900-е. Исторический фасад здания изуродован перестройкой под магазин в 2005.
- Магазин Жоржа Бормана, основателя Харьковской кондитерской фабрики, до настоящего времени кондитерский магазин «Ведмедик», оформление интерьера в стиле «елисеевского» ампира.
- Градусник, излюбленное место встреч харьковчан, высота 16 м, первоначально изготовлен в 1976 году в Харьковском институте метрологии. Реконструирован. Висит на «Доме под градусником»[5] (Сумская, 1).

### Утраченные достопримечательности
- Каланча жандармской части.
- Дворянское собрание.
- Никольский собор.
- Памятник «Пятеро из ломбарда». Демонтирован в 2011 году.
- Биржа.
- Гостиница «Красная». Разрушена во время Великой Отечественной войны. На её месте в 1954 построено угловое с ул. Пушкинской здание, где 2-я аптека.
- Магазин Жоржа Бормана, после Великой Отечественной войны кафе «Восточные сладости» в Братском доме (другой его кондитерский магазин на площади, ныне «Ведмедик», существует уже более ста лет).
- Немецкий танк «Пантера» перед историческим музеем (увезён в неизвестном направлении в начале 1970-х?).
- Памятник военной «полуторке» ГАЗ-АА во дворе автотранспортного техникума (продан в конце 1990-х, был перекрашен в жёлтый цвет и после этого некоторое время перемещался по городу как рекламный автомобиль)..

## Исторические факты
- В последние годы XVIII века отставной штабс-капитан Черкесов построил на площади первый в городе деревянный «Театр народных развлечений». В 1808 году в театре появилась постоянная труппа актёров.
- В здании Дворянского собрания (1820, стиль русский классицизм, архитектор В. Лобачевский), разрушенном во время войны, в 1870-х — 1880-х годах устраивались выставки Товарищества передвижных художественных выставок (передвижники). В этом здании был "великолепный зал" с хорошей акустикой, где 14 марта 1893 года дал концерт Петр Ильич Чайковский с оркестром Слатина.
- 24 декабря 1917 года по новому сталю в здании Дворянского собрания открылся Первый Всеукраинский съезд Советов. Съезд принял решение о признании на Украине всех декретов и постановлений ленинского правительства Российской Федерации и провозгласил Украину федеративной частью Советской России.

С 1920 до переноса столицы Советской Украины в Киев в здании Дворянского собрания работал ВУЦИК — Всеукраинский Центральный Исполнительный Комитет.

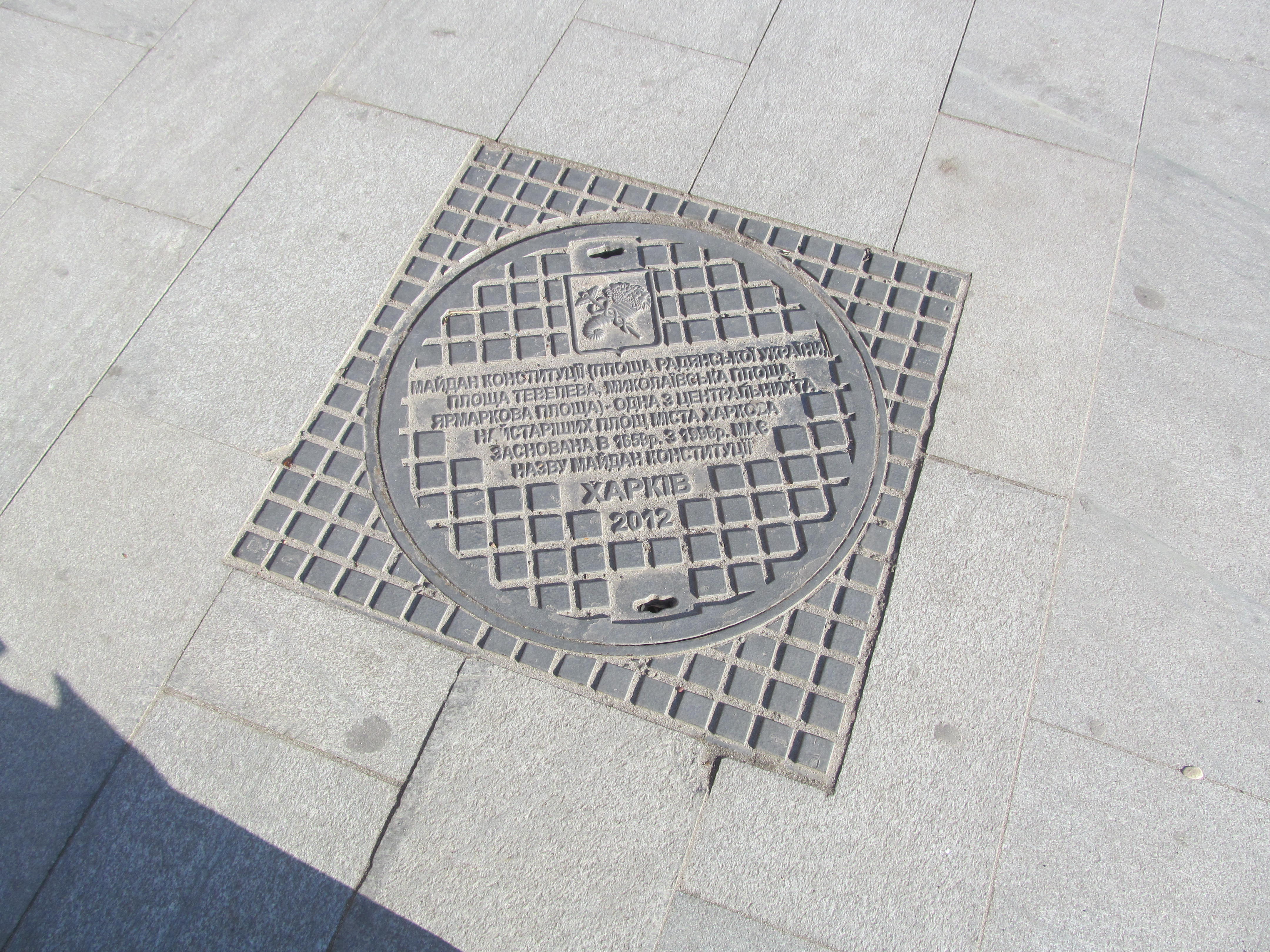

- 25 июня (н. ст.) 1919 года, в день вступления Добрармии в город, у стен горсовета (Городской Думы) погиб экипаж красного броневика Остин-Путиловец «Артём» (командир — Ю. Станкевич).

В здании Дворянского собрания в 1919 году размещалась штаб-квартира командующего Добровольческой армией ген. Май-Маевского и происходило действие книги Болгарина и Северского [militera.lib.ru/prose/russian/bolgarin_seversky/index.html  Адъютант Его Превосходительства]. В сквере перед этим зданием летом 1919 делегация русских промышленников во главе с Рябушинским вручила Май-Маевскому золотую шашку.
- В доме 20, одном из красивейших зданий города, находилась гостиница «Красная», до революции называвшаяся «Метрополь». В конце лета 1919 года в ресторане «Метрополя» небезызвестный белый казачий атаман Шкуро вместе с Командующим Добрармией В. З. Май-Маевским устроил банкет по случаю присвоения ему Деникиным звания генерал-лейтенанта. На банкете пела певица Надежда Плевицкая.[6]

- Первый в мире Дворец пионеров.

6 сентября 1935 года, в Юношеский день, по инициативе секретаря ЦК КП(б)У Павла Постышева был открыт первый в Советском Союзе, а значит и в мире Дворец пионеров и октябрят.
Находился Дворец в самом центре Харькова, на площади Тевелева, в огромном здании бывшего Дворянского собрания, которое было разрушено во время Великой Отечественной войны. Масштабы работы Дворца пионеров были впечатляющие: 232 комнаты, библиотека на 50 тысяч книг, лаборатории, мастерские, музыкальные классы, зимний сад, комната сказок, кукольный театр, Клуб юных полярников, которым руководил писатель Николай Трублаини, собственная детская электростанция и типография.
- Первая новогодняя ёлка в СССР.

В том же 1935 году, 30 декабря, в этом дворце прошла первая советская Новогодняя ёлка. Тогда же появилась фраза о том, что единственным привилегированным классом в Стране Советов являются дети.

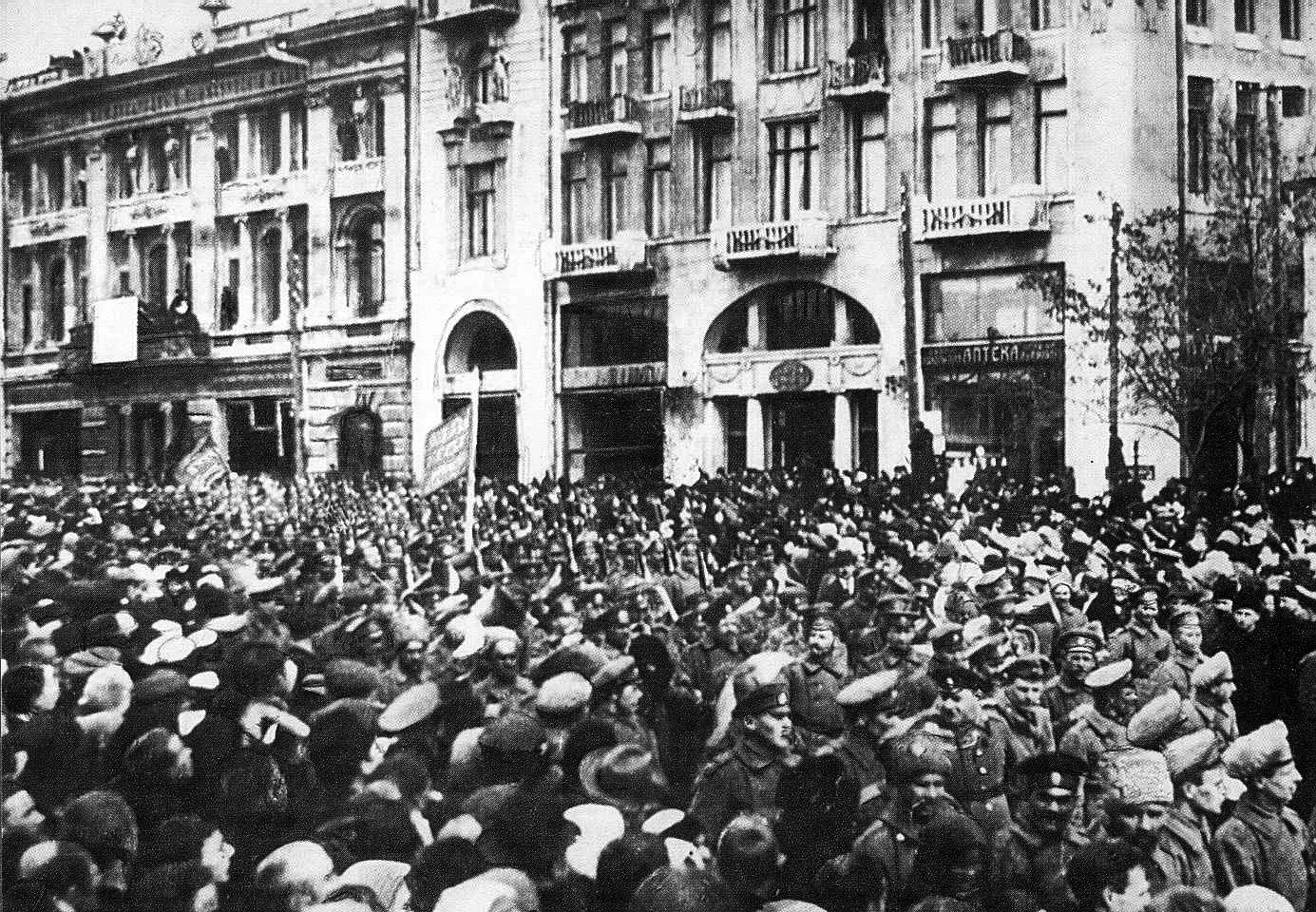
Демонстрация на Николаевской площади 3 марта 1917. Гостиница «Метрополь»
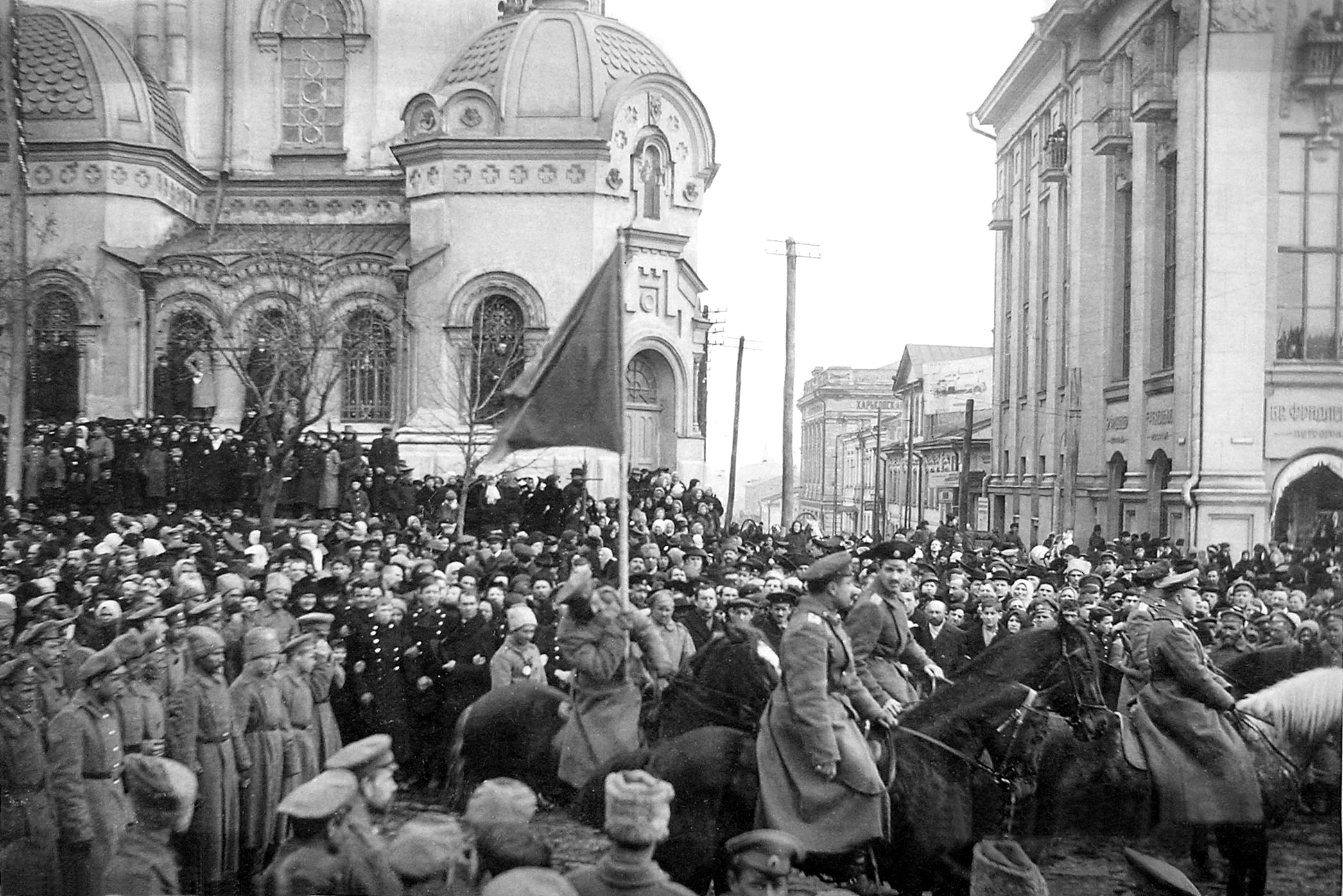
Демонстрация на Николаевской площади 3 марта 1917. Никольский собор

- Микола Бажан 25 марта 1942 [militera.lib.ru/memo/russian/ortenberg_di2/03.html о немецкой оккупации]:

«Харьков был мрачен. Он был тих. Эта тишина ужасала. Город стоял над немецким врагом грозным, непреклонным, несдавшимся. Солдаты в зелёных шинелях, выставив вперёд свои автоматы, заходили в пустые цеха колоссальных заводов. Серыми холмиками торчали бетонные основания станков. Станки были вывезены. Солдаты врывались в длинные коридоры, в светлые залы огромных зданий. Ветер гнал по паркету чёрный пепел сожжённых бумаг. Людей не было. Люди ушли».
«В первые дни фашистами было расстреляно около 14 тысяч человек…» «Приказ выселяет из Харькова всех жителей, поселившихся там с 1936 года, и десятки тысяч людей изгнаны из города в морозную, воющую метелью степь…»
«Из большого дома на площади Тевелева выходил, выпятив грудь и презрительно оттопырив нижнюю губу, величественный генерал. Он спешил пройти к своему автомобилю… Но не успел. Прогремел выстрел. Генерал грохнулся затылком о тротуар. Какая-то молоденькая девушка бросилась бежать, не выпуская револьвера из рук. Генеральские телохранители, завопив, погнались за ней. Девушка была поймана и убита на месте». (Это произошло в феврале 1942 года.)

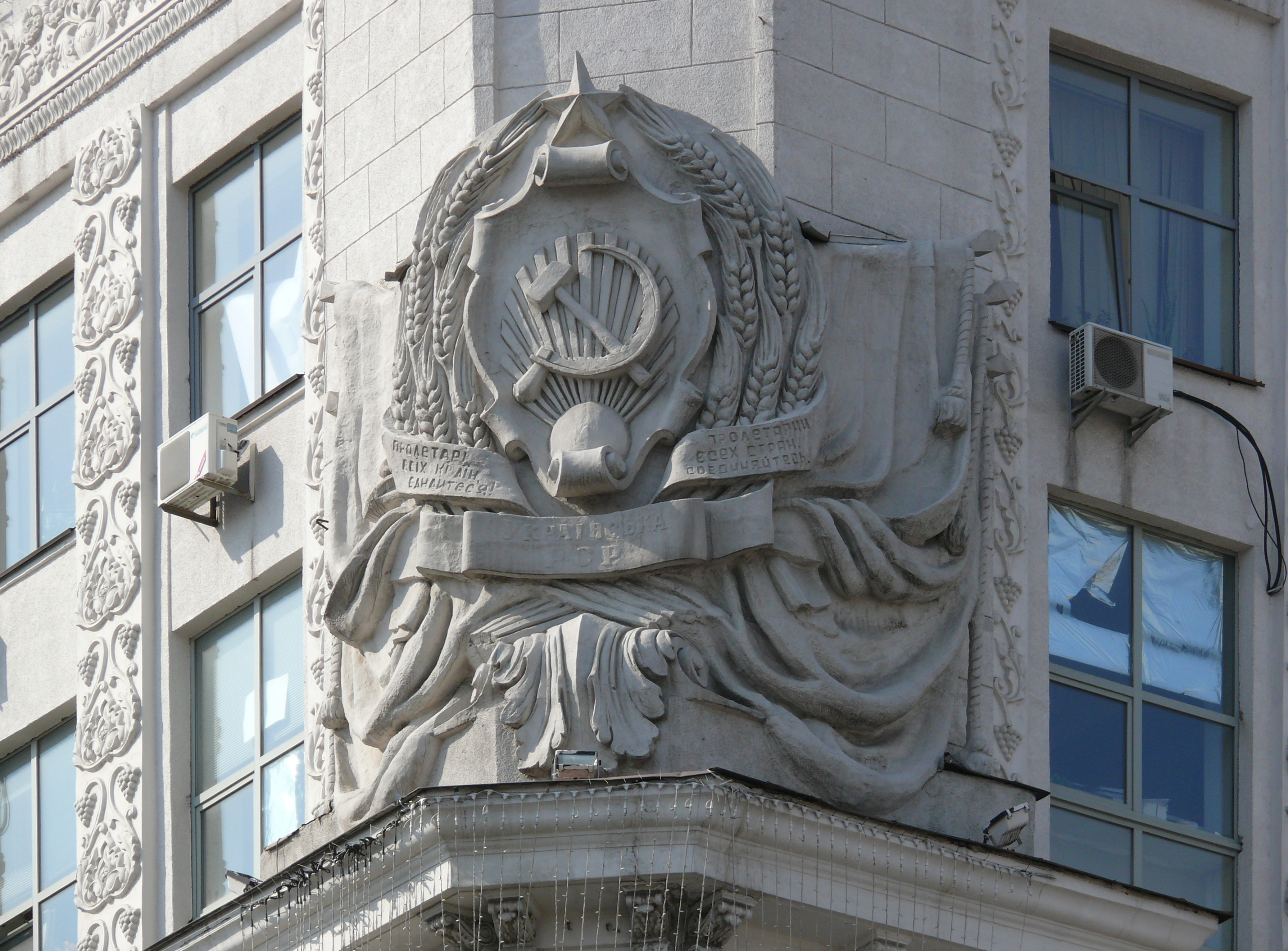
Герб УССР на фронтоне восстановленного после Великой Отечественной войны в 1954 здания Харьковского горсовета, 2008. Пл. Конституции, 7

- На площади установлен английский танк Первой мировой войны Mk.V, захваченный РККА у Добровольческой Армии в декабре 1919 года под Харьковом (или в 1920 на Каховском плацдарме). Танк наряду с четырьмя другими такими же до 1923 входил в 4-й, затем 10-й (харьковский) бронетанковый отряд РККА Селявкина. Ранее он стоял во дворе Покровского монастыря, в котором находился Харьковский исторический музей.

С конца 1940-х годов до начала 1960-х там же экспонировался немецкий танк Второй мировой войны T-V (PzKpfw V) «Пантера», захваченный Советской Армией в 1943 г. в третьей битве под Харьковом, по воспоминаниям очевидцев окрашенный в серо-жёлтый цвет (неправильно идентифицируемый как разновидность «пустынных» цветов Африканского корпуса Роммеля).  (Два немецких танка «Пантера» и три немецких орудия, хранившихся за историческим музеем.
Сданы в металлолом приказом директора Харьковского Исторического музея от 09 января 1957 года по цене 125 рублей за каждый. Вместе с танками списаны в металлолом две немецких противотанковых пушки 7,5 cm (предположительно PaK 40) по цене 80 рублей за каждую, актом от 04 сентября 1959 года списан второй танк № п/п по описи 7008 (танк «Пантера»).)
С середины 1990-х годов на площади также выставлены три советских полевых орудия военных лет и танк Т-34.
- В снесённом ныне жилом доме № 19 по площади Тевелева жил со своей первой женой юный продавец первого в СССР книжного магазина «Поэзия» «молодой негодяй» Эдик Савенко, впоследствии взявший псевдоним Лимонов, затем переехавший в Москву, а оттуда — во Францию и США, написавший множество книг, поучаствовавший в войнах в Югославии и Приднестровье, основавший в России национал-большевистскую партию (НБП) и отсидевший за экстремизм в тюрьме.
- Площадь разделена между тремя административными районами Харькова: нечётная (западная) сторона — Дзержинский район,[7] чётная (восточная) сторона — Киевский,[8] весь дом со шпилем (№ 2) — Краснозаводский район.[9]

## Танкина площади

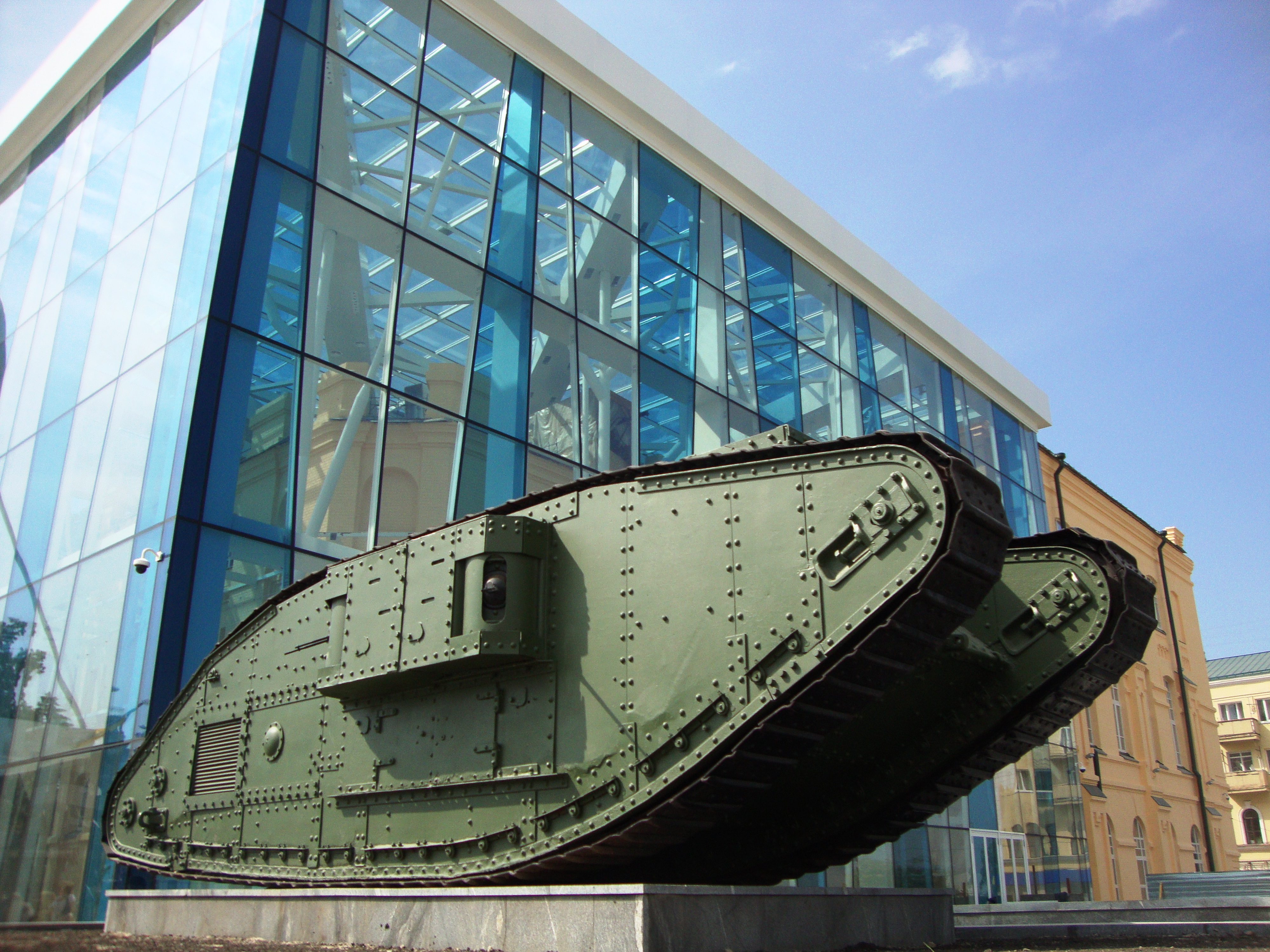
Британский танк Mark V «гермафродит», 1920
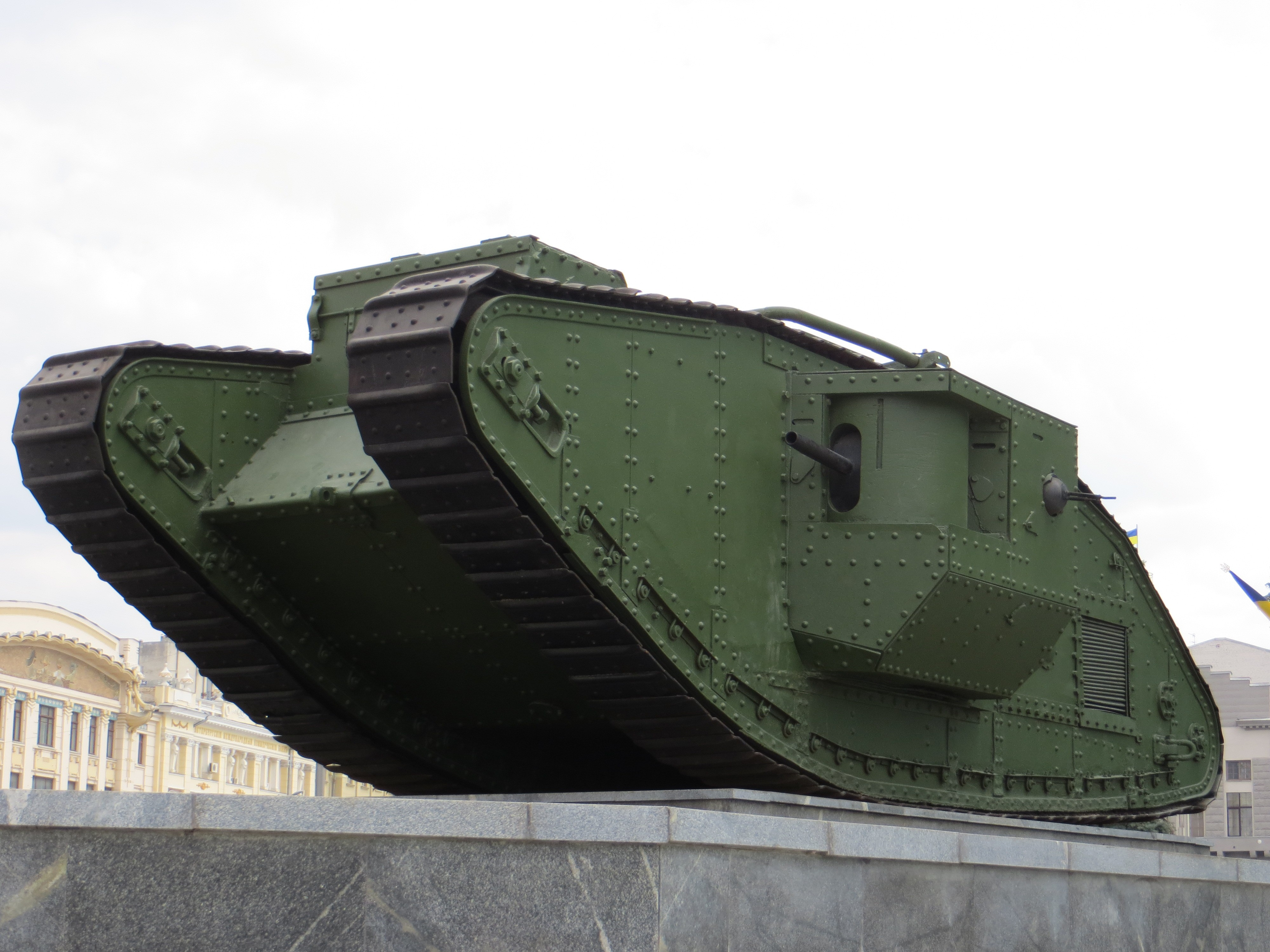
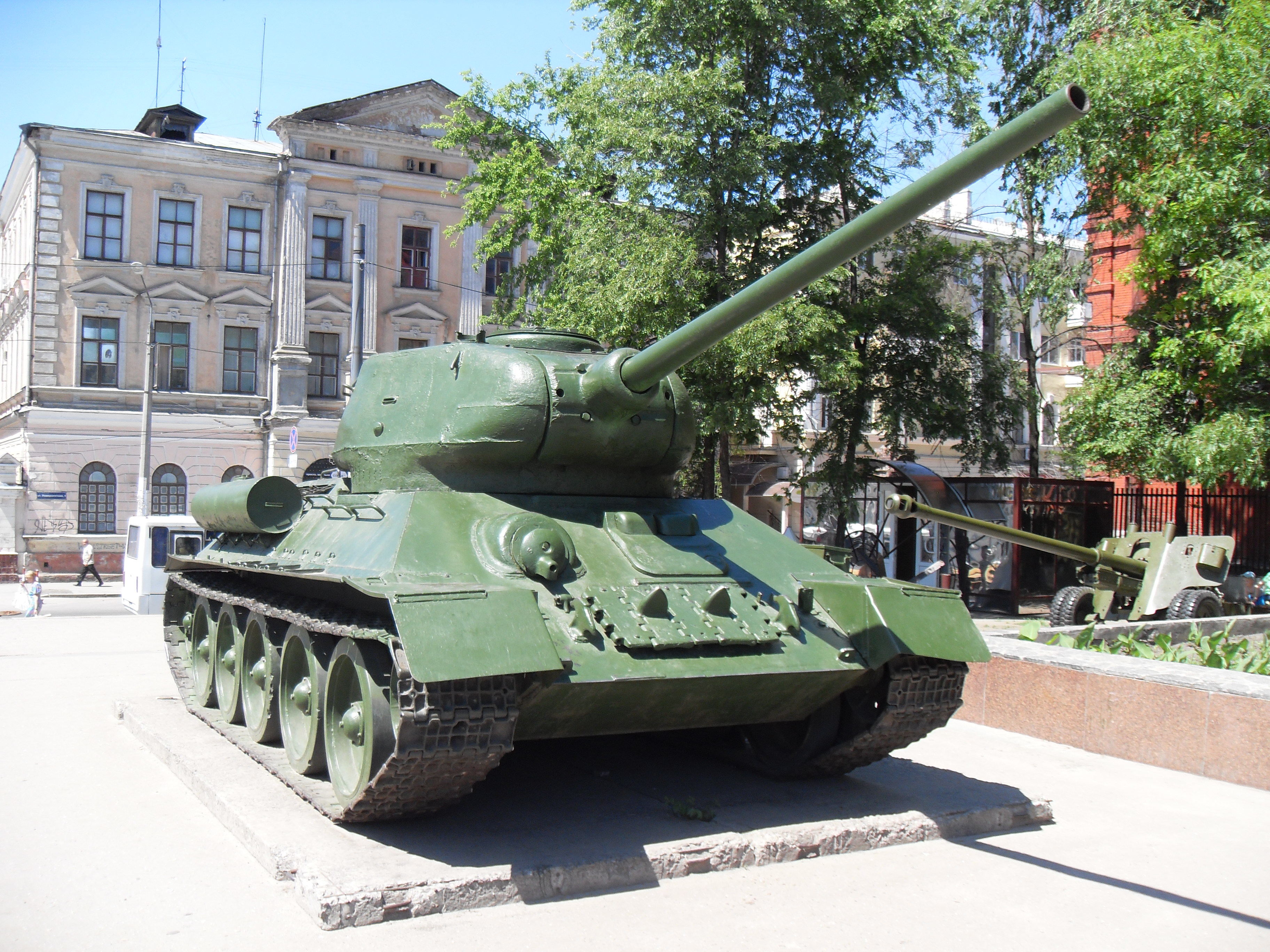
Т-34-85 (год-?)
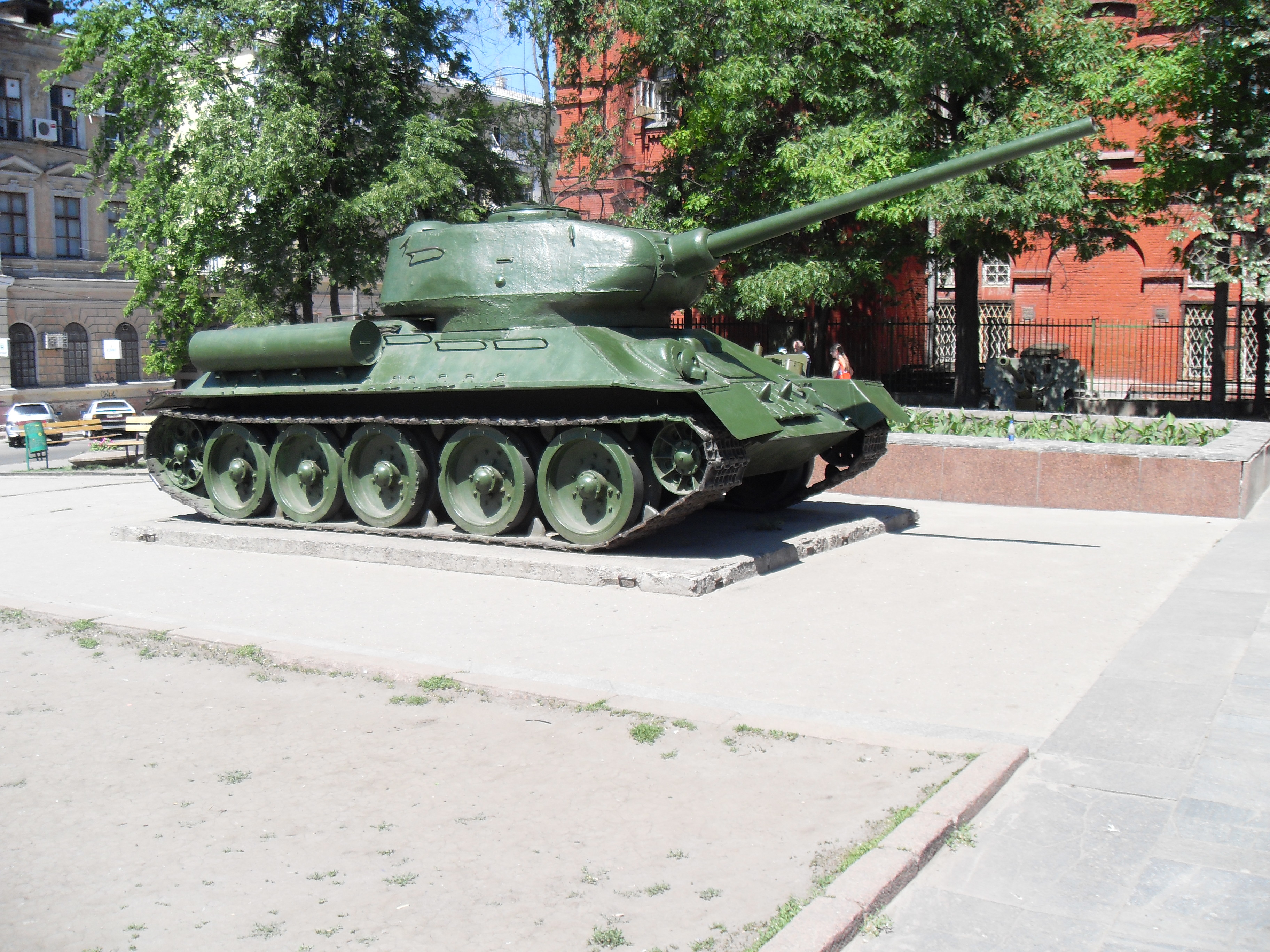

## Символы города
- Общий вид площади стал узнаваемым и третьим общепринятым символом Харькова.[10]
- Здание Харьковского городского совета на площади (дом 7) стало четвёртым по счёту символом города.[10]

## См. также

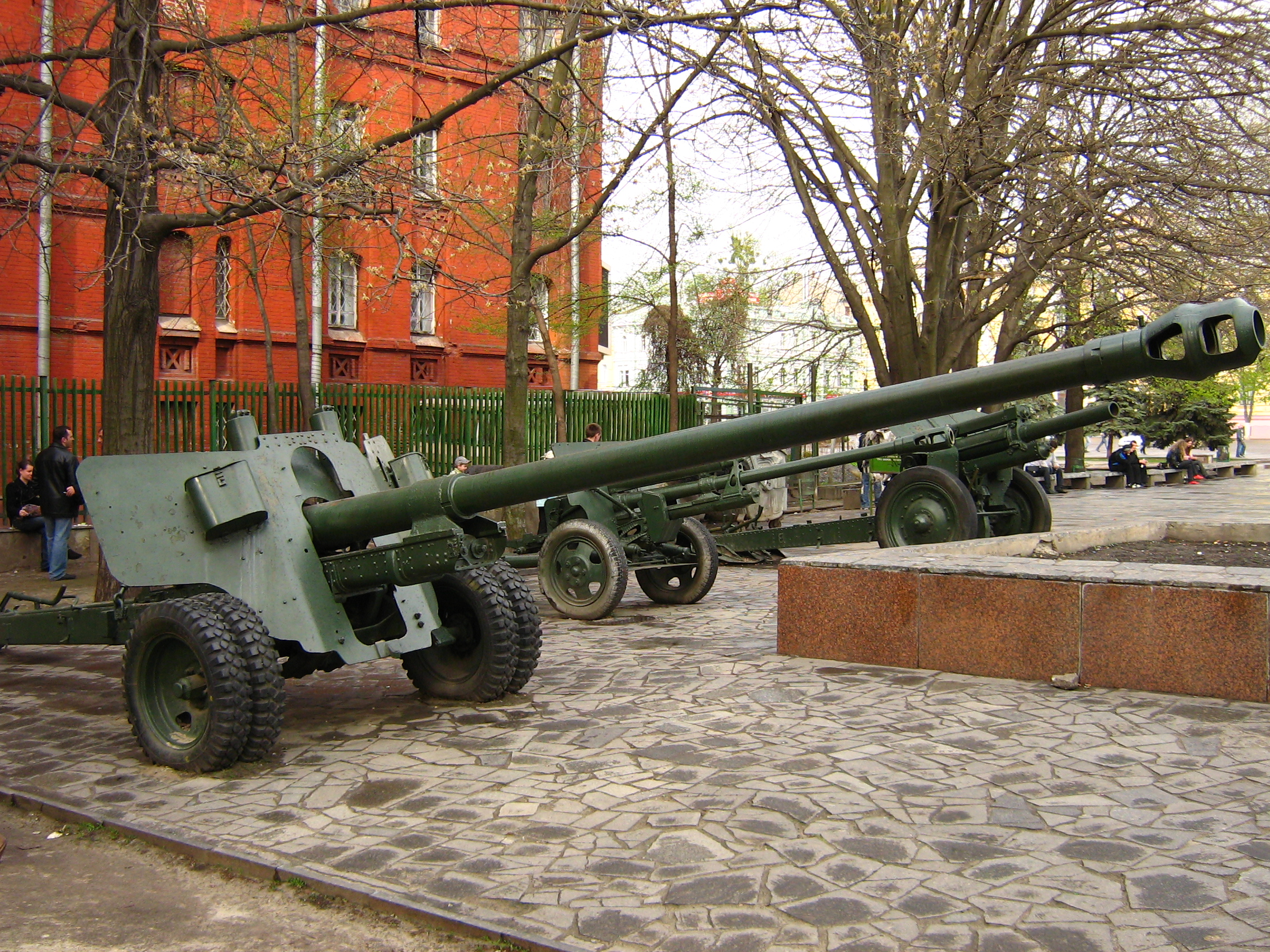
Артиллерийские орудия времён ВОВ: 100-мм БС-3, ЗИС-3, гаубица М-30

## Фотографии площади
- Площадь Тевелева в 1959 году
- Площадь Советской Украины в 1982 году
- Площадь Конституции в 1998 году
- Google Карты: Площадь, ломбард, памятник и танки со спутника